# Wouter van der Goes
Wouter van der Goes (Alkmaar, 18 januari 1973) is een Nederlands radio-dj.

## Biografie

### Jonge jaren
Van der Goes ging op jonge leeftijd in zijn vrije tijd aan de slag bij diverse piratenzenders als Coastline Radio in Egmond, Roulette in Baarn en lokale omroepen als Extra 108, Beat FM en Radio West Friesland (later Mix724). Na het afronden van een MEAO-opleiding begon hij  als assurantietussenpersoon. Daarnaast was hij vanaf 1993 de stationsstem van Kindernet.

### Carrière
In 1995 werd Van der Goes aangenomen bij Radio 538 en presenteerde hier onder meer de programma's Weekend Warming Up, de Piepshow (met Kees Schilperoort), After Dark en 538 Classics. In 1998 stapte hij over naar Veronica FM, dat in 2001 werd omgedoopt in Yorin FM. Hier presenteerde hij onder meer Goud van Oud en Gijs & Wout in de middag samen met Gijs Staverman. Daarnaast was hij de stationsstem van RTL 4 en sprak hij televisieprogramma's als Wielklem & Co, Starmaker, Planet Race, Love Test en Big Brother in.
Van juni 2004 tot 1 september 2006 werkt Van der Goes bij BNN. Als voice-over sprak hij alle BNN-programma's in en hij maakte elke werkdag tussen 16:00 en 18:00 uur voor BNN het programma Wout! op 3FM. Samen met Giel Beelen en Claudia de Breij maakte hij deel uit van de eerste editie van 3FM Serious Request. Een week lang aten de dj's in het Glazen Huis niets en draaiden ze tegen betaling aangevraagde muziek om zo geld in te zamelen voor Darfur. Deze radio-actie levert de drie dj's een Marconi Award op. In 2005 zat Van der Goes wederom in het Glazen Huis, deze keer met Giel Beelen en Gerard Ekdom.
In oktober 2006 werd Van der Goes programmadirecteur bij het Nederlandse radiostation Q-music en ging daar tevens het programma De Hitlijn presenteren, iedere werkdag van 12:00 tot 13:00 uur. Namens Q-music was hij jurylid bij de Marconi Awards, de belangrijkste Nederlandse radiovakprijzen.
In januari 2010 stopte hij als programmadirecteur. Dat voorjaar kreeg hij een weekendprogramma tussen 12:00 en 15:00 uur en een paar maanden later ging hij weer een dagelijks radioprogramma maken tussen 19:00 en 21:00 uur. Daarnaast richtte hij zich op voice-overwerkzaamheden voor onder andere SBS6 en Net5. Van 31 maart 2012 tot 16 mei 2014 was Van der Goes elke werkdag tussen 13:00 en 16:00 uur te horen bij Q-music. Op vrijdagmiddag presenteerde hij de iTunes Top 30.
In april 2013 werkte Van der Goes als voice-over mee aan het EO-programma Oorlog in mijn hoofd. In deze Nederland 3-serie keren zes oorlogsveteranen terug naar het land waar zij hun diepe trauma opliepen. Daarnaast was hij de stem van diverse televisieprogramma's zoals Een huis vol. Sinds maart 2016 is van der Goes de "stationvoice" voor NPO 1.
Vanaf 1 september 2014 was Van der Goes iedere werkdag op NPO Radio 2 te horen met het KRO-NCRV-programma Wout2Day; aanvankelijk tussen 16:00 en 18:00 uur van maandag t/m vrijdag  en vanaf januari 2017 tussen 18:00 en 20:00 uur van maandag t/m donderdag. Verder presenteerde hij er in de nacht van zaterdag op zondag tussen 02:00 en 05:00 uur de Soul Night, en vanaf 8 oktober 2021 tot 24 januari 2024 samen met Frank van 't Hof de BNNVARA-vrijdagmiddagshow Wout en Frank tussen 16:00 en 20:00 uur. 
Op dinsdag 24 januari 2024 werd bekend dat Van der Goes samen met Van 't Hof de overstap maakte naar Radio Veronica waar ze sinds 3 juni de middagshow presenteren. Eveneens presenteert hij eenmaal per week een avondprogramma op Sublime.